# Subbajo
Subbajo[cita requerida] es un término utilizado para describir sonidos audibles por debajo de los 90 Hz y que se extendían más abajo hasta incluir las frecuencias más bajas que un ser humano puede oír, típicamente en torno a los 20 Hz. Un equipo de sonido completo o un sound system normalmente incluye uno o más altavoces subwoofer dedicado solamente a amplificar los sonidos dentro del rango subbajo. Los sonidos por debajo del subbajo son denominados infrasonidos.
El término subbajo también puede referirse a un tipo de bajo eléctrico que alcanza frecuencias de sonido más bajas de lo normal.
- Datos: Q848412